# Fußball-Weltmeisterschaft 2010/Gruppe D
| Pl. | Land        | Sp. | S | U | N | Tore    | Diff. | Punkte |
| --- | ----------- | --- | - | - | - | ------- | ----- | ------ |
| 1.  | Deutschland | 3   | 2 | 0 | 1 | 005:100 | +4    | 06     |
| 2.  | Ghana       | 3   | 1 | 1 | 1 | 002:200 | ±0    | 04     |
| 3.  | Australien  | 3   | 1 | 1 | 1 | 003:600 | −3    | 04     |
| 4.  | Serbien     | 3   | 1 | 0 | 2 | 002:300 | −1    | 03     |

Gruppe D der Fußball-Weltmeisterschaft 2010:

## Serbien – Ghana 0:1 (0:0)
| Serbien                                                                  | Serbien | Ghana | Ghana | Aufstellung                     |
| ------------------------------------------------------------------------ | --- | --- | ----- | ------------------------------- |
| Serbien                                                                  | \| 1. Spieltag \| \| 13. Juni 2010 um 16:00 Uhr in Tshwane/Pretoria (Loftus-Versfeld-Stadion) \| \| Zuschauer: 38.833 \| \| Schiedsrichter: Héctor Baldassi ( Argentinien) \| \| Spielbericht \|                                                                                           | \| 1. Spieltag \| \| 13. Juni 2010 um 16:00 Uhr in Tshwane/Pretoria (Loftus-Versfeld-Stadion) \| \| Zuschauer: 38.833 \| \| Schiedsrichter: Héctor Baldassi ( Argentinien) \| \| Spielbericht \|                                                                                    | Ghana | Aufstellung Serbien gegen Ghana |
| Serbien                                                                  | Vladimir Stojković – Branislav Ivanović, Nemanja Vidić, Aleksandar Luković, Aleksandar Kolarov – Miloš Krasić, Dejan Stanković , Nenad Milijaš (62. Zdravko Kuzmanović), Milan Jovanović (76. Neven Subotić) – Marko Pantelić, Nikola Žigić (69. Danko Lazović) Cheftrainer: Radomir Antić | Richard Kingson – John Paintsil, John Mensah , Isaac Vorsah, Hans Sarpei – Prince Tagoe, Anthony Annan, Kwadwo Asamoah (73. Stephen Appiah), Kevin-Prince Boateng (90.+1' Lee Addy), André Ayew – Asamoah Gyan (90.+3' Quincy Owusu-Abeyie) Cheftrainer: Milovan Rajevac ( Serbien) | Ghana | Aufstellung Serbien gegen Ghana |
| Serbien                                                                  | 0:1 Gyan (85., Handelfmeter) | | Ghana | Aufstellung Serbien gegen Ghana |
| Serbien                                                                  | Žigić, Luković, Kuzmanović | Vorsah, Tagoe | Ghana | Aufstellung Serbien gegen Ghana |
| Serbien                                                                  | Luković (74.) | | Ghana | Aufstellung Serbien gegen Ghana |
| Serbien                                                                  | Spieler des Spiels: Gyan (Ghana) | | Ghana | Aufstellung Serbien gegen Ghana |
| 1. Spieltag                                                              | | |       |                                 |
| 13. Juni 2010 um 16:00 Uhr in Tshwane/Pretoria (Loftus-Versfeld-Stadion) | | |       |                                 |
| Zuschauer: 38.833                                                        | | |       |                                 |
| Schiedsrichter: Héctor Baldassi ( Argentinien)                           | | |       |                                 |
| Spielbericht                                                             | | |       |                                 |

## Ghana – Australien 1:1 (1:1)
| Ghana                                                             | Ghana | Australien | Australien | Aufstellung                        |
| ----------------------------------------------------------------- | --- | --- | ---------- | ---------------------------------- |
| Ghana                                                             | \| 2. Spieltag \| \| 19. Juni 2010 um 16:00 Uhr in Rustenburg (Royal-Bafokeng-Stadion) \| \| Zuschauer: 34.812 \| \| Schiedsrichter: Roberto Rosetti ( Italien) \| \| Spielbericht \|                                                                                              | \| 2. Spieltag \| \| 19. Juni 2010 um 16:00 Uhr in Rustenburg (Royal-Bafokeng-Stadion) \| \| Zuschauer: 34.812 \| \| Schiedsrichter: Roberto Rosetti ( Italien) \| \| Spielbericht \|                                                                                           | Australien | Aufstellung Ghana gegen Australien |
| Ghana                                                             | Richard Kingson – John Paintsil, Lee Addy, Jonathan Mensah, Hans Sarpei – Anthony Annan, Kevin-Prince Boateng (87. Matthew Amoah) – Prince Tagoe (56. Quincy Owusu-Abeyie), Kwadwo Asamoah (77. Sulley Muntari), André Ayew – Asamoah Gyan Cheftrainer: Milovan Rajevac ( Serbien) | Mark Schwarzer – Luke Wilkshire (85. Nikita Rukavytsya), Craig Moore, Lucas Neill , David Carney – Carl Valeri, Jason Culina – Brett Emerton, Brett Holman (68. Joshua Kennedy), Mark Bresciano (66. Scott Chipperfield) – Harry Kewell Cheftrainer: Pim Verbeek ( Niederlande) | Australien | Aufstellung Ghana gegen Australien |
| Ghana                                                             | 1:1 Gyan (25., Handelfmeter) | 0:1 Holman (11.) | Australien | Aufstellung Ghana gegen Australien |
| Ghana                                                             | Addy, Mensah, Annan | Moore | Australien | Aufstellung Ghana gegen Australien |
| Ghana                                                             | Kewell (25.) | | Australien | Aufstellung Ghana gegen Australien |
| Ghana                                                             | Spieler des Spiels: Gyan (Ghana) | | Australien | Aufstellung Ghana gegen Australien |
| 2. Spieltag                                                       | | |            |                                    |
| 19. Juni 2010 um 16:00 Uhr in Rustenburg (Royal-Bafokeng-Stadion) | | |            |                                    |
| Zuschauer: 34.812                                                 | | |            |                                    |
| Schiedsrichter: Roberto Rosetti ( Italien)                        | | |            |                                    |
| Spielbericht                                                      | | |            |                                    |

## Australien – Serbien 2:1 (0:0)
| Australien                                                 | Australien | Serbien | Serbien | Aufstellung                          |
| ---------------------------------------------------------- | --- | --- | ------- | ------------------------------------ |
| Australien                                                 | \| 3. Spieltag \| \| 23. Juni 2010 um 20:30 Uhr in Nelspruit (Mbombela-Stadion) \| \| Zuschauer: 37.836 \| \| Schiedsrichter: Jorge Larrionda ( Uruguay) \| \| Spielbericht \|                                                                                                   | \| 3. Spieltag \| \| 23. Juni 2010 um 20:30 Uhr in Nelspruit (Mbombela-Stadion) \| \| Zuschauer: 37.836 \| \| Schiedsrichter: Jorge Larrionda ( Uruguay) \| \| Spielbericht \| | Serbien | Aufstellung Australien gegen Serbien |
| Australien                                                 | Mark Schwarzer – Luke Wilkshire (82. Richard Garcia), Lucas Neill , Michael Beauchamp, David Carney – Jason Culina, Carl Valeri (66. Brett Holman) – Brett Emerton, Tim Cahill, Mark Bresciano (66. Scott Chipperfield) – Joshua Kennedy Cheftrainer: Pim Verbeek ( Niederlande) | Vladimir Stojković – Branislav Ivanović, Nemanja Vidić, Aleksandar Luković, Ivan Obradović – Dejan Stanković – Zdravko Kuzmanović (77. Danko Lazović), Miloš Ninković – Miloš Krasić (62. Zoran Tošić), Milan Jovanović – Nikola Žigić (67. Marko Pantelić) Cheftrainer: Radomir Antić | Serbien | Aufstellung Australien gegen Serbien |
| Australien                                                 | 1:0 Cahill (69.) 2:0 Holman (73.) | 2:1 Pantelić (84.) | Serbien | Aufstellung Australien gegen Serbien |
| Australien                                                 | Beauchamp, Wilkshire, Emerton | Luković, Ninković | Serbien | Aufstellung Australien gegen Serbien |
| Australien                                                 | Spieler des Spiels: Cahill (Australien) | | Serbien | Aufstellung Australien gegen Serbien |
| 3. Spieltag                                                | | |         |                                      |
| 23. Juni 2010 um 20:30 Uhr in Nelspruit (Mbombela-Stadion) | | |         |                                      |
| Zuschauer: 37.836                                          | | |         |                                      |
| Schiedsrichter: Jorge Larrionda ( Uruguay)                 | | |         |                                      |
| Spielbericht                                               | | |         |                                      |

## Ghana – Deutschland 0:1 (0:0)
| Ghana                                                    | Ghana | Deutschland | Deutschland | Aufstellung                         |
| -------------------------------------------------------- | --- | --- | ----------- | ----------------------------------- |
| Ghana                                                    | \| 3. Spieltag \| \| 23. Juni 2010 um 20:30 Uhr in Johannesburg (Soccer City) \| \| Zuschauer: 83.391 \| \| Schiedsrichter: Carlos Simon ( Brasilien) \| \| Spielbericht \| | \| 3. Spieltag \| \| 23. Juni 2010 um 20:30 Uhr in Johannesburg (Soccer City) \| \| Zuschauer: 83.391 \| \| Schiedsrichter: Carlos Simon ( Brasilien) \| \| Spielbericht \|                                                                                    | Deutschland | Aufstellung Ghana gegen Deutschland |
| Ghana                                                    | Richard Kingson – John Paintsil, Jonathan Mensah, John Mensah , Hans Sarpei – Anthony Annan – Prince Tagoe (64. Sulley Muntari), Kwadwo Asamoah – André Ayew (90.+2' Dominic Adiyiah) – Kevin-Prince Boateng – Asamoah Gyan (82. Matthew Amoah) Cheftrainer: Milovan Rajevac ( Serbien) | Manuel Neuer – Philipp Lahm , Per Mertesacker, Arne Friedrich, Jérôme Boateng (73. Marcell Jansen) – Bastian Schweinsteiger (81. Toni Kroos), Sami Khedira – Thomas Müller (67. Piotr Trochowski), Mesut Özil, Lukas Podolski – Cacau Cheftrainer: Joachim Löw | Deutschland | Aufstellung Ghana gegen Deutschland |
| Ghana                                                    | 0:1 Özil (60.) | | Deutschland | Aufstellung Ghana gegen Deutschland |
| Ghana                                                    | Ayew | Müller | Deutschland | Aufstellung Ghana gegen Deutschland |
| Ghana                                                    | Spieler des Spiels: Özil (Deutschland) | | Deutschland | Aufstellung Ghana gegen Deutschland |
| 3. Spieltag                                              | | |             |                                     |
| 23. Juni 2010 um 20:30 Uhr in Johannesburg (Soccer City) | | |             |                                     |
| Zuschauer: 83.391                                        | | |             |                                     |
| Schiedsrichter: Carlos Simon ( Brasilien)                | | |             |                                     |
| Spielbericht                                             | | |             |                                     |